# Stipa pseudoichu
Stipa pseudoichu är en gräsart som beskrevs av José Aristida Alfredo Caro. Stipa pseudoichu ingår i släktet fjädergrässläktet, och familjen gräs. Inga underarter finns listade i Catalogue of Life.